# Síndrome braquiocefálico

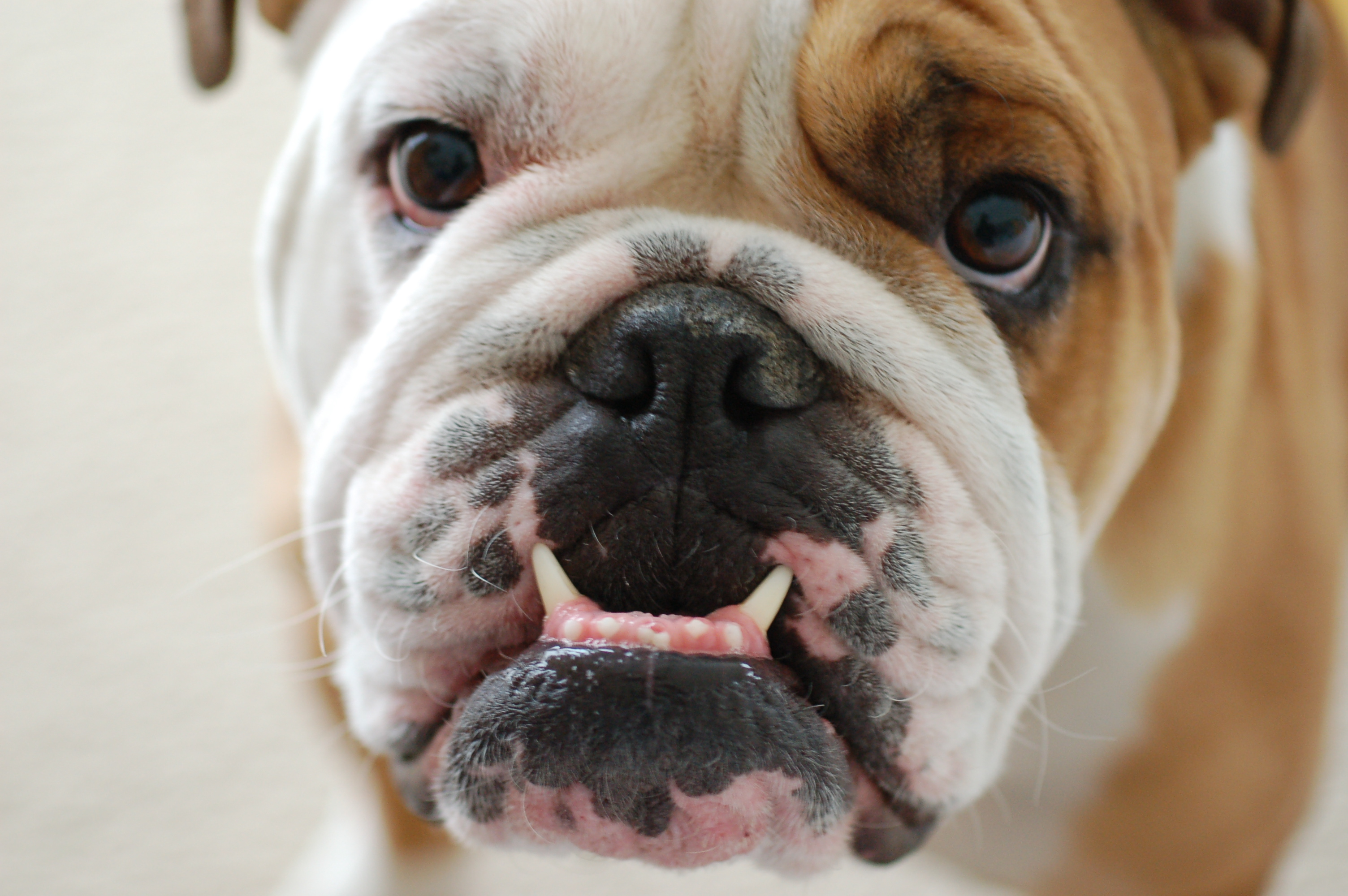
El bulldog inglés, una típica raza de perro con braquiocefalia, pudiendo sufrir del síndrome braquiocefálico.

El síndrome braquiocefálico, de “braqui” significa “acortado” y “céfalo” significa “cabeza”, también denominado síndrome respiratorio de los braquicéfalos, es una patología obstructiva de las vías respiratorias que se genera por un aumento en la resistencia de las vías aéreas, caracterizada por una nariz estenótica, cornetes y nasofaringe turbinados, prolongación del paladar blando y eversión de los sáculos laríngeos.
Afecta principalmente a las razas caninas: Bulldog (inglés, francés y Boston Bull terrier), Pequinés, Pug, Bóxer, Beagles, Lhasa Apso, Shih Tzu, Carlino y Shar Pei chinos. También hay felinos con este tipo de cráneo, como son los gatos persas y del Himalaya. 
Los perros que cursan con este síndrome generalmente presentan conformación craneofacial acortada, paladar blando elongado, disnea, intolerancia al ejercicio, ronquido, síncopes, cianosis, entre otros signos. El cuadro clínico que se presenta puede llevar a la muerte si no se trata adecuadamente.

## Razas braquiocefálicas
| Caninos             | Felinos      |
| ------------------- | ------------ |
| Bulldog Inglés      | Persa        |
| Bulldog Francés     | Himalaya     |
| Boston Bull Terrier | gato exótico |
| Dogo de Burdeos     |              |
| Mastín napolitano   |              |
| Pequinés            |              |
| Pug                 |              |
| Bóxer               |              |
| Lhasa Apso          |              |
| Shih Tzu            |              |
| Carlino             |              |
| Shar Pei            |              |

## Signos y síntomas clínicos
Entre los principales signos y síntomas clínicos se encuentran; respiración agitada, disnea, intolerancia al ejercicio, paladar blando elongado, reflujo, tos, estornudos, ronquido o estridores, síncopes, cianosis y signos que aumentan con temperaturas ambientales altas, con el ejercicio o la excitación. 
La dificultad respiratoria y los ronquidos después de haber realizado ejercicio moderado, en ambientes y/o climas húmedos, son los primeros signos clínicos de este síndrome, y le siguen los síncopes y episodios de cianosis después del ejercicio o con el estrés.
Con el paso del tiempo lo animales con síndrome braquiocefálico desarrollan anomalías en las vías respiratorias como:
- Inflamación de la faringe (faringitis) y laringe (laringitis).
- Colapso de la epiglotis, laringe y tráquea.
- Desviación de las amígdalas.[5]

## Diagnóstico
El diagnóstico definitivo del síndrome braquiocefálico se logra por endoscopia de la laringe, tráquea y faringe.
También se deben realizar las siguientes pruebas: análisis de orina, hemograma completo, concentración ureica sanguínea, electrocardiograma y radiografías de tórax.
Las referencias clave del diagnóstico son:
- Confirmar o descartar la presencia de colapso laríngeo.
- Confirmar o descartar la presencia de hipoplasia de tráquea.
- Descartar patologías secundarias, infecciones y otras patologías congénitas.[6]

## Tratamiento
El tratamiento se basa en la corrección quirúrgica de los orificios nasales estenóticos, resección de los sáculos laríngeos evertidos y resección del paladar blando prolongado, esta es una cirugía fácil y es mejor si se realiza de forma temprana. También puede realizarse la traqueotomía permanente en casos graves. Las razas braquiocefálicas requieren la pre-oxigenación, una intubación rápida e inducción anestésica rápida debido a que son pacientes de alto riesgo.

## Cuidados
Se deben abordar cuidados especiales para estos animales a lo largo de su vida debido a las soluciones quirúrgicas:
- Limpiar el pliegue nasal con soluciones antisépticas semanalmente.
- Limpieza diaria de ojos con soluciones limpiadoras específicas.
- Cuidado intensivo en un ambiente tranquilo durante 24 a 48 h .
- No pasear y menos hacer ejercicio en momentos en los que tengamos una sensación térmica marcada; altas temperaturas como en verano.
- Recordar que no son animales de alto rendimiento por lo que no se recomienda hacer ejercicio en exceso.[8]

## Complicaciones
Las complicaciones que pueden tener son: tos, vómito, complicaciones inflamatorias o respiraciones ruidosas durante las primeras 24 h, el velo del paladar demasiado corto, ya que puede dar lugar a la aspiración post-operatoria del alimento porque el paladar corto no puede cerrar la nasofaringe durante la deglución.
Los perros mayores pueden tener una recuperación más difícil de la cirugía.    